# راينا (مغنية)
أوه هي رين، المعروفة بإسم راينا (بالكورية: 레이나) هي مغنية كورية جنوبية، ولدت يوم 7 مايو 1989 في ألسان في كوريا الجنوبية.

## روابط خارجية
- راينا على موقع ميوزك برينز (الإنجليزية)